# Byrsia buruana
Byrsia buruana là một loài bướm đêm thuộc phân họ Arctiinae, họ Erebidae.